# François-Hippolyte Avrillon
Pour les articles homonymes, voir Avrillon.
François-Hippolyte Avrillon est un directeur de théâtre du XIXe siècle né à Paris le 6 avril 1819 et mort à Lisieux le 20 mars 1891.
Secrétaire de l'Opéra de Paris, il obtient la direction du Théâtre de la Monnaie en 1872 et n'y reste qu'une saison.
Il parvient cependant à monter Tannhäuser de Richard Wagner, pour la première fois en français, et Le Marché des innocents, ballet de Marius Petipa remonté par son frère Lucien.